# La leggenda del santo bevitore (film)
La leggenda del santo bevitore è un film del 1988 diretto da Ermanno Olmi.
La pellicola, adattamento cinematografico del racconto omonimo di Joseph Roth, ha vinto il Leone d'Oro alla 45ª Mostra internazionale d'arte cinematografica di Venezia.

## Trama
Sotto i ponti della Senna uno sconosciuto benefattore dona ad Andreas Kartack, ex minatore senzatetto, 200 franchi; Andreas, che tiene al proprio onore, vuole sdebitarsi: il distinto signore chiede allora che il "prestito" venga restituito a santa Teresa di Lisieux, cui egli è devoto, indicando una chiesa in cui si trova la sua statua.
Grazie all'insperato prestito, Andreas rinasce. Tra un bicchiere e l'altro incontra una serie di personaggi che interferiscono con la sua determinazione a restituire i 200 franchi alla santa. Nelle due settimane e mezzo successive, Andreas incontra nuovamente Karoline, una donna per cui aveva involontariamente ucciso ed era stato in prigione; ritrova un vecchio compagno di scuola, Kanjak, divenuto un pugile famoso; e si gode un'avventura amorosa con Gabby, una ballerina di varietà.
Ma il rimorso dei 200 franchi è pungente. Nella mattina della terza domenica, Andreas si avvia infine a pagare il suo debito ma, ancora una volta ubriaco, viene colto da un malore e muore poco dopo aver scambiato una bambina per la santa ed averle offerto i duecento franchi.

## Curiosità
- Il personaggio di Kanjak, il vecchio compagno di scuola del protagonista Andreas, nella pellicola viene presentato come un famoso pugile, a differenza del racconto di Roth, nel quale è invece un famoso calciatore.
- Per la parte principale fu contattato Robert De Niro, che però non si dimostrò convinto del progetto[1].
- Il bistrot in cui Andreas incontra il sarto che gli offrirà un lavoro è lo stesso dove avviene l'incontro tra Shosanna e Friedrich in Bastardi senza gloria di Quentin Tarantino.

## Riconoscimenti
- 1988 - Mostra del cinema di Venezia
  - Leone d'oro a Ermanno Olmi
  - Premio OCIC a Ermanno Olmi
- 1989 - David di Donatello
  - Miglior film a Ermanno Olmi, Mario Cecchi Gori, Vittorio Cecchi Gori, Roberto Cicutti e Vincenzo De Leo
  - Miglior regia a Ermanno Olmi
  - Migliore fotografia a Dante Spinotti
  - Miglior montaggio a Paolo Cottignola, Ermanno Olmi e Fabio Olmi
  - Nomination Migliore sceneggiatura a Ermanno Olmi e Tullio Kezich
- 1989 - Nastro d'argento
  - Regista del miglior film a Ermanno Olmi
  - Migliore sceneggiatura a Ermanno Olmi e Tullio Kezich
- 1989 - Ciak d'oro
  - Miglior film a Ermanno Olmi, Mario Cecchi Gori, Vittorio Cecchi Gori, Roberto Cicutti e Vincenzo De Leo[2]
  - Miglior regia a Ermanno Olmi[2]
  - Migliore fotografia a Dante Spinotti[2]